# Adler, Rusia

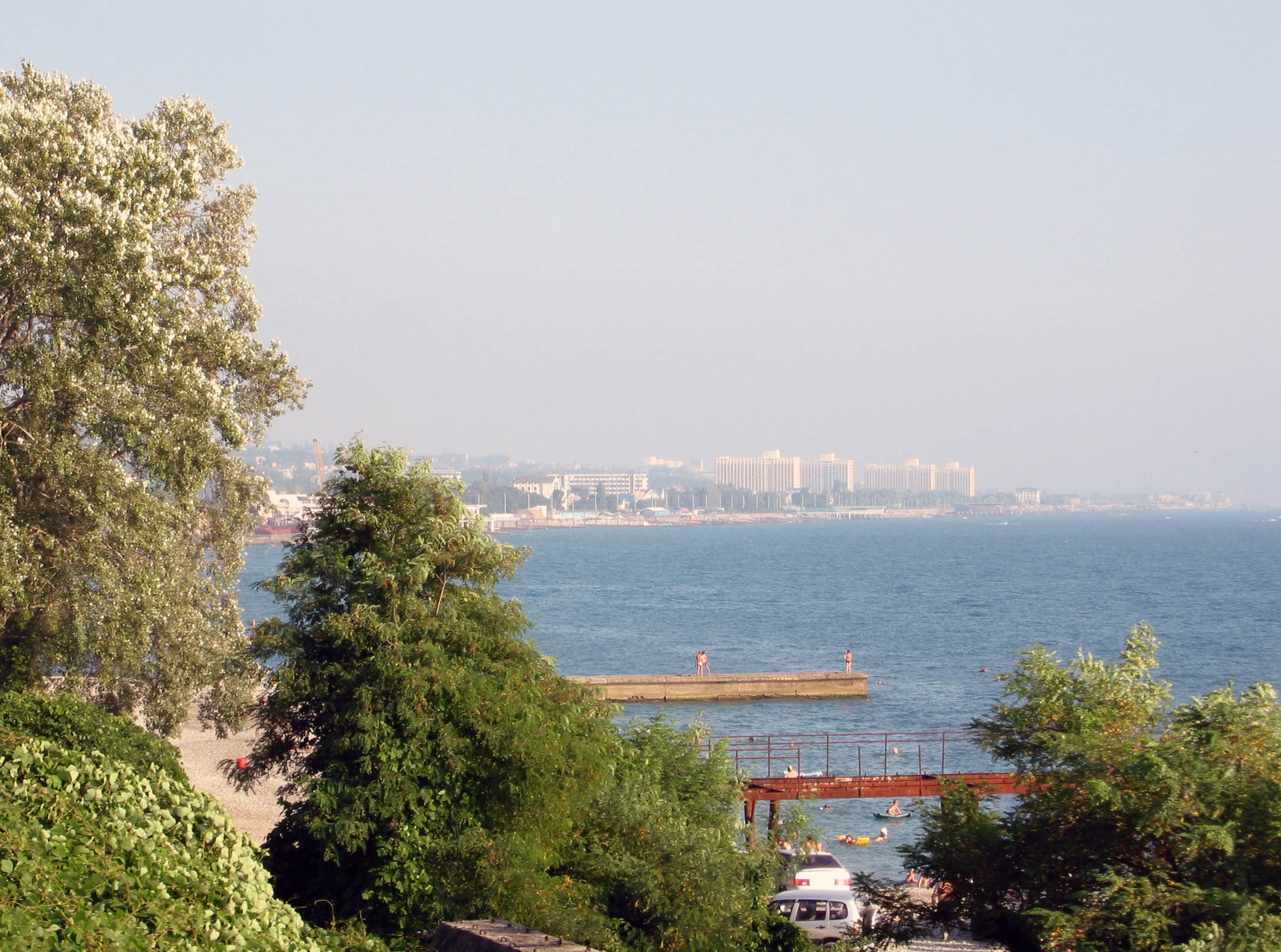
Orășelul Adler, vedere din Soci

Adler (în rusă: Адлер) este o regiunea a orașului Soci din regiunea Krasnodar; în trecut un oraș distinct de pe malul Mării Negre, situat la poalele ramurei de vest a Munților Caucaz în apropiere de granița cu Georgia.
Localitatea a fost întemeiată de ruși la data de 18 iunie 1837 ca o fortăreață sub numele de Sviatoi Duh (Sf. Duh), regiunea fiind populată de abazi.